# Локачи (Гродненская область)
Локачи́ (бел. Лакачы́) — деревня в Сморгонском районе Гродненской области Белоруссии.
Входит в состав Вишневского сельсовета.
Расположена у восточной границы района. Расстояние до районного центра Сморгонь по автодороге — около 22,5 км, до центра сельсовета агрогородка Вишнево по прямой — чуть более 14 км. Ближайшие населённые пункты — Абрамовщина-1, Дыбуньки, Погорельщина. Площадь занимаемой территории составляет 0,1052 км², протяжённость границ 12700 м.

## История
Деревня отмечена на карте Шуберта (середина XIX века) в составе Войстомской волости Свенцянского уезда Виленской губернии. В 1866 году Локачи насчитывали 12 дворов и 127 жителей, из них 121 католик и 6 иудеев.
После Советско-польской войны, завершившейся Рижским договором, в 1921 году Западная Белоруссия отошла к Польской Республике и деревня была включена в состав новообразованной сельской гмины Войстом Свенцянского повета Виленского воеводства. 1 января 1926 года гмина Войстом была переведена в состав Вилейского повета.
В 1938 году Локачи насчитывали 29 дымов (дворов) и 151 душу.
В 1939 году, согласно секретному протоколу, заключённому между СССР и Германией, Западная Белоруссия оказалась в сфере интересов советского государства и её территорию заняли войска Красной армии. Деревня вошла в состав новообразованного Сморгонского района Вилейской области БССР. После реорганизации административного-территориального деления БССР деревня была включена в состав новой Молодечненской области в 1944 году. В 1960 году, ввиду новой организации административно-территориального деления и упразднения Молодечненской области, Локачи вошли в состав Гродненской области.

## Население
Согласно переписи население деревни в 1999 году насчитывало 22 жителя.

## Транспорт
Через деревню проходят регулярные автобусные маршруты:
- Сморгонь — Вишнево;
- Сморгонь — Свайгини.

## Достопримечательности
На юго-западной окраине Локачей находится придорожная часовня постройки конца XIX — начала XX веков.